# Desmopterella explicata
Desmopterella explicata är en insektsart som först beskrevs av Karsch 1888.  Desmopterella explicata ingår i släktet Desmopterella och familjen Pyrgomorphidae. Inga underarter finns listade i Catalogue of Life.